# パゾリーニ・スキャンダル
『パゾリーニ・スキャンダル』（イタリア語: Nerolio）は1996年公開のイタリアの映画作品。
アウレリオ・グリマルディ監督が、晩年のピエル・パオロ・パゾリーニの事件の真相を描こうとした作品である。但し、劇中ではパゾリーニという名前は登場しない。

## スタッフ
- 監督・原案・脚本：アウレリオ・グリマルディ
- 製作：レオナルド・ジュリアーノ、カトリーナ・ナルディ
- 撮影：マウリツィオ・カルヴェージ
- 音楽：マリア・ソルダティーニ
- 美術：マヌエル・ジルベルティ
- 衣装：マリア・ヴィットリア・セスタ

## キャスト
- 詩人：マルコ・カヴィッキオーリ
- 召使い：ルチア・サルド
- ヴァレリオ：ヴィンチェンツォ・クリヴェッロ
- ヴァレリオの母：ピエラ・デッリ・エスポスティ
- タニエレ：フランコ・ミラベッラ